# Ernst Tesseraux

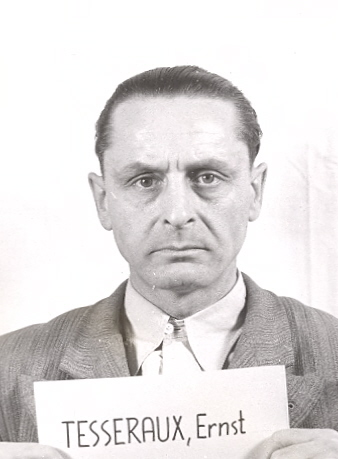
Ernst Tesseraux

Ernst Eduard Tesseraux (* 28. September 1900 in Karlsruhe; † 1967 in Mannheim) war ein deutscher SS-Führer. Von 1942 bis 1944 war Tesseraux Amtschef des Siedlungsamtes im Rasse- und Siedlungshauptamt.

## Leben und Tätigkeit
Tesseraux besuchte die Vorschule Schwarz in Mannheim und dann das Knickenberg'ische Institut bei Münster in Westfalen bis zur Obertertia. Anschließend war er – unterbrochen von kurzzeitiger Teilnahme am Ersten Weltkrieg im Jahr 1918 und der Beteiligung an den Nachkriegskämpfen im Baltikum als Mitglied des Freikorps Medem – abwechselnd in der landwirtschaftlichen Lehre und in der Bau-Lehre. Zudem besuchte er zwei Semester lang die Landwirtschaftliche Hochschule Hohenheim und war er sechs Jahre lang im Baugeschäft seines Vaters in Mannheim tätig.
In den Jahren 1921 bis 1922 war Tesseraux bei der deutschen Afrika-Linie. Während dieser Zeit machte er verschiedene Seereisen mit. Anschließend ging er bis 1926 verschiedenen Tätigkeiten nach, u. a. im Geschäft seines Vaters, das 1926 liquidiert werden musste.
1928 wanderte Tesseraux nach Kanada aus, wo er bis 1934 als Siedler lebte. In diesem Jahr kehrte er nach Deutschland zurück um eine Stellung bei der Firma Junkers in Leipzig anzunehmen. Von dort wechselte er im Frühjahr 1937 in die Siedlungsgesellschaft Deutschland, bei der er bis 1939 verblieb.
1939 trat Tesseraux als Mitarbeiter in das Siedlungsamt im Rasse- und Siedlungshauptamt der SS ein, in dem er zunächst in der von Dickescheid geleiteten bäuerlichen Hauptabteilung beschäftigt wurde. 1940 wurde er selbst Leiter dieser Hauptabteilung. Zum 1. Januar 1940 trat er in die NSDAP ein (Mitgliedsnummer 7.872.771). In die SS war er bereits am 1. September 1939 (SS-Nr. 340.772) eingetreten. In dieser erreichte er zuletzt den Rang eines SS-Obersturmbannführers.
Ab 1942 war Tesseraux zusätzlich zu seiner Tätigkeit als Abteilungsleiter im Rasse- und Siedlungshauptamt mit der Wahrnehmung der Geschäfte des Amtschefs des Siedlungsamtes (einem der beiden Ämter, aus denen sich das Rasse- und Siedlungshauptamt zusammensetzte) betraut. Eigenen Angaben zufolge war Tesseraux nicht selbst mit der Wahrnehmung der Geschäfte des Amtsleiters des Siedlungsamtes betraut, sondern der SS-Standartenführer Heinrich Thole, der jedoch dauerhaft abwesend war, so dass er, Tesseraux, Thole ständig vertreten habe. Er sei also formal weder regulärer Leiter des Siedlungsamtes, noch ein mit der Wahrnehmung der Geschäfte des Amtsleiters des Siedlungsamtes betrauter Ersatzmann gewesen, sondern er sei lediglich der Vertreter des mit der Funktion der Wahrnehmung der Geschäfte des Amtsleiters betrauten Person – eben Thole – gewesen: In dieser Eigenschaft bestand seine Aufgabe in der Anleitung, Überwachung und Betreuung von sieben dem Siedlungsamt unterstehenden Siedlungsgesellschaften (einschließlich von achtzig diesen Siedlungsgesellschaften unterstehenden Siedlerstellen) sowie in der Ausarbeitung von Plänen zur Ansiedlung von kriegsversehrten SS-Leuten als Landwirten in den deutschbesetzten Gebieten Osteuropas bzw. der praktischen Umsetzung dieser Pläne durch die tatsächliche Organisation von solchen Ansiedlungen.
Bei Kriegsende geriet Tesseraux in alliierte Gefangenschaft. In der Folgezeit wurde er im Rahmen der Nürnberger Prozesse als Zeuge vernommen.